# Historia biednego chłopca w pięciu częściach świata
Historia biednego chłopca w pięciu częściach świata albo Przygody biednego chłopca w pięciu częściach świata – cykl powieściowy dla dzieci i młodzieży Władysława Umińskiego. Planowany na pięć części, docelowo ukazały się trzy (Przygody małego Australczyka, W puszczach Kanady i W krainie wschodzącego słońca). Każda z części przedstawia losy młodych chłopców w różnych regionach świata (Australii, Kanady i Japonii).

## Przygody małego Australczyka
Przygody małego Australczyka – powieść przygodowa dla dzieci i młodzieży Władysława Umińskiego z 1903 roku.

### Historia wydań
Powieść była opublikowana w odcinkach w ilustrowanym magazynie „Przyjaciel Dzieci” (nr 1–12) w 1903 roku. Wydana została następnie jako książka w 1910 przez wydawnictwo Druk. Artyst. K. Kopytowski; kolejne wydania miały miejsce w latach 1912 i łącznie z tomem drugim w latach 1921 i 1927.

### Fabuła
Bohaterem powieści jest młody Australijczyk, a powieść przedstawia jego życie od chwili urodzin aż do czasu pełnoletności.

### Odbiór i analiza
W 1955 r. „Poradniku Bibliotekarza” powieść doczekała się krótkiej recenzji w o treści „Zajmująco przedstawione życie i obyczaje mieszkańców Australii”.

## W puszczach Kanady. W Ameryce
W puszczach Kanady – powieść przygodowa dla dzieci i młodzieży Władysława Umińskiego z 1903 roku.

### Historia wydań
Powieść była opublikowana w odcinkach w ilustrowanym magazynie „Przyjaciel Dzieci” (nr 13–20, 23–52) w 1903 roku. Wydana jako książka łącznie z tomem pierwszym w latach 1921 i 1927.

### Fabuła
Książka przedstawia losy ubogiej rodziny polskich kolonistów w puszczach Kanady, która wybiera emigrację po tym jak ojciec rodziny traci pracę w fabryce. Bohaterami są także jego dzieci (Jakub i Molly). Polacy, zaprzyjaźnieni z Indianami, konkurują z innymi osadnikami o najlepsze działki w regionie.

### Odbiór i analiza
Krystyna Kuliczkowska zauważyła, że w powieści tej autor „z prawdziwym współczuciem pisze o losie Indian”. Widzi też w powieści „ostre akcenty krytyki społecznej”, specyficznie „ciężki los kolonistów, którzy wloką z Polski do Ameryki swą nędzę”. Powieść nazwała „tułaczą odyseją”, pisząc, że „problem zbędnych rąk w kraju powiązany jest mocno z zagadnieniem niewoli; bohaterowie znoszą z poddaniem swój los, pocieszając się, że kiedyś wrócą do wolnej ojczyzny”.
Osadzenie powieści w Ameryce jest nawiązaniem do popularnych utworów pisarzy takich jak James Cooper, a także wcześniejszych utworów polskich, takich jak Za chlebem Sienkiewicza.

## W krainie wschodzącego słońca
W krainie wschodzącego słońca – powieść przygodowa dla dzieci i młodzieży Władysława Umińskiego z 1905 roku.

### Historia wydań
Powieść była opublikowana w odcinkach w ilustrowanym magazynie „Przyjaciel Dzieci” (nr 1–36, niedokończona) w 1905 roku z podtytułem „III. Japonia”. Wydana jako książka z podtytułem Powieść z życia dzieci japońskich w 1911 przez wydawnictwo Nakł. Wiecz. Rodzinnych, i następnie wznowiona w roku 1925. Powieść doczekała się tłumaczenia na język słowacki (V krajine vyhśdajuśceho sińca, Praga, 1933).

### Fabuła

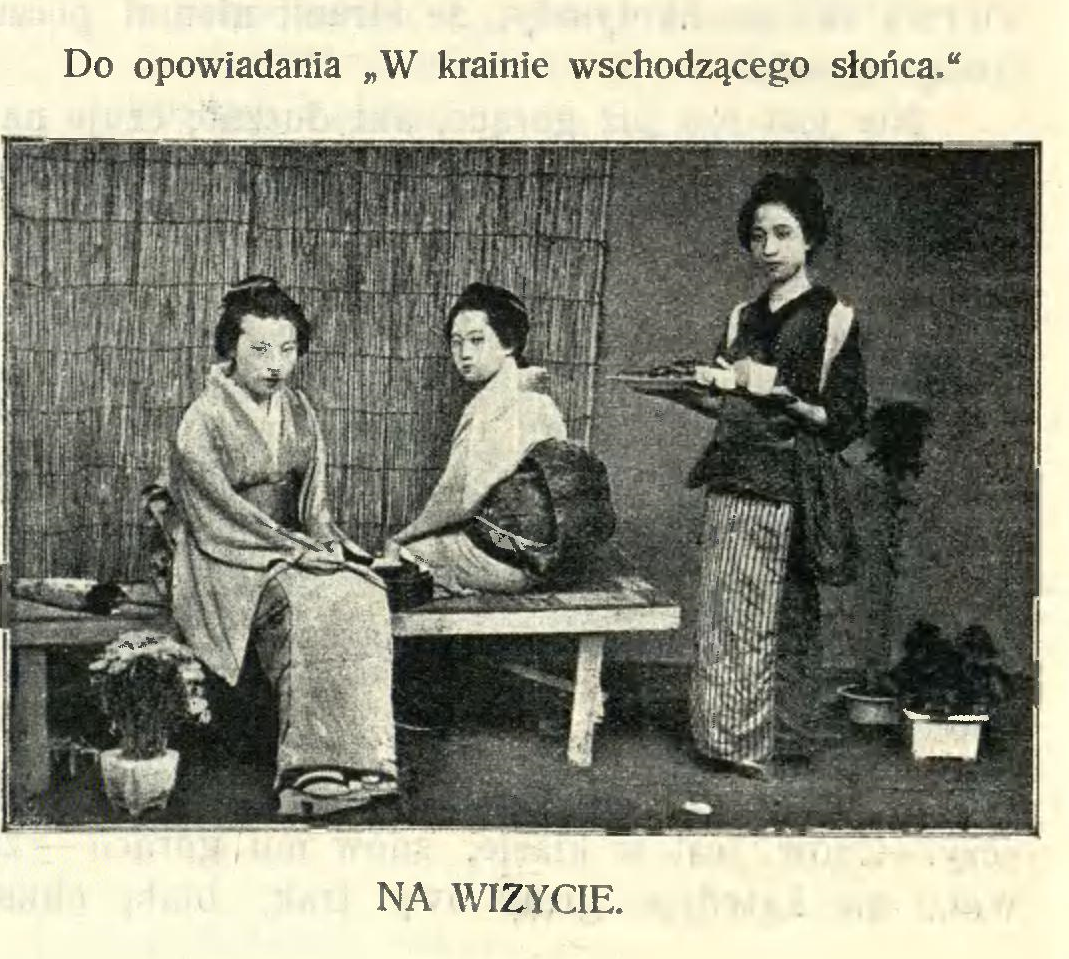
Ilustracja do W krainie wschodzącego słońca pt. Na wizycie z „Przyjaciela Dzieci” (kwiecień 1905)

Bohaterem jest Mika, syn robotnika japońskiego. Bieda rodziny powoduje, że rodzice oddają jego siostrę, za pieniądze, do domu gejsz. Mika stara się zdobyć edukację, by pomóc rodzinie, w czym pomaga mu siostra, której udaje się wyjść za mąż za bogatego urzędnika, co umożliwia Mice pójście na studia.

### Odbiór i analiza
W okresie międzywojennym powieść zrecenzowała Komisja Oceny Książek do Czytania dla Młodzieży Szkolnej. Recenzent pisał, że „pisarz odtwarza przyrodę i obyczaje, w szczególności zaś piękne cechy życia domowego Japończyków, budzi w czytelniku uczucie sympatii dla ich pracowitości. Temat sucho rozwinięty, książka może jednak wzbudzić zainteresowanie wśród młodzieży i niewątpliwie wywrze dodatni wpływ wychowawczy”. Książkę w 1929 określono jako „polecaną” dla dzieci w wieku 11–14.
Książka została wymieniona jako jedna ze stosunkowo nielicznych polskich utworów poruszających tematykę japońską w okresie przed II wojną światową. Umiński mógł zainspirować się tą tematyką pod wpływem wojny rosyjsko-japońskiej, która toczyła się, gdy pracował nad książką.
Pedagogicznym celem książki było przekazanie młodzieży informacji o Japonii.
Tytuł książki mógł być nawiązaniem do popularnych utworów Karola Maya np. „W kraju Mahdiego” czy „W Krainie Srebrnego Lwa”.
Powieść zaliczono do gatunku literatury pięknej.